# Luckau (Brandenburg)
Luckau település Németországban, azon belül Brandenburgban. Lakosainak száma 9585 fő (2023. december 31.).

## Fekvése
Cottbustól északnyugatra fekvő település.

## Története
Nevét az oklevelek 1230-ban említették először, 1276-ban Lukkowe néven volt említve. A harmincéves háború alatt a város súlyos pusztítást szenvedett.
A bécsi kongresszus 1815-ben hozott határozatával Luckau város Brandenburg tartományhoz került. 1816 és 1952 között a város a Luckau kerület közigazgatási székhelye volt.

## Népesség
A település népességének változása:
| Lakosok száma | 10 471 | 9729 | 9582 | 9466 | 9501 | 9585 |
|               | 2012   | 2017 | 2019 | 2021 | 2022 | 2023 |